# Marëvskij rajon
Il Marëvskij rajon (in russo Марёвский район?) è un rajon dell'Oblast' di Novgorod, nella Russia europea; il capoluogo è Marëvo. Istituito nel 1927, ricopre una superficie di 1.818,69 chilometri quadrati ed ospita una popolazione di circa 5.000 abitanti.